# 撒都该人
撒都該人（Sadducees），又譯撒杜塞人或撒度該人，是古時猶太教一個以祭司長為中心的教派，形成於公元前2世紀、消失於1世纪以後的某个時候。與對手法利賽人據說生于同一时期，但作为拉比犹太教的晚期形式幸存下来。公元70年罗马军队摧毁耶路撒冷，之后撒都该人便不见与史册上。撒都该人是当时犹太教的四大派别之一，另外三大派别为法利赛人、艾賽尼派和奋锐党。撒都该人只承认圣经的前五卷，在教内是保守派。因而不同于法利赛人，他们不相信灵魂的不灭、肉身的复活以及天使的存在，藐视口传法律。这样而来就和法利赛人形成鲜明的对比，法利赛人对口传法律相当敬崇，认为是摩西法律书的一部分，也就是这样对于启示的理解不同，使得他们在历史上相互斥责。再则对于罗马人撒都该人比较妥协，便引起了人们的憎恨。由于他们主张保持现状，唯惧基督教兴，故曾经参与审判处死耶稣事件。
「撒都该人」這個名字源於希伯来语tsedduqim，意思是跟随大祭司撒都該(Zadok)教导的人。撒都該是在所罗门圣殿膏立所罗门王的大祭司，但現時有關他的其他記載很少被保存下來。直到現在，我們對這個團體的認識，就只有他們與耶路撒冷圣殿的領導相關，而這些內容，都源於約瑟福斯的猶太歷史記載。

## 信仰
据说撒都该人否认灵魂不朽，而據新約記載，他們在辯論耶穌的問題時，也否認聖靈和天使的存在。他們抗拒拉比對律法書的詮釋，並否定任何與律法書相違背的希伯来圣经內容。而對於律法書的詮釋，撒都該人認為應該對根據字母的意思去理解。撒都该反对法利赛的口传律法。他们认为文字律法是唯一的神圣资料。文字律法，与其中规定的祭祀制度，强化了撒都该在犹太社会的霸权。
根据約瑟夫斯，撒都该认为:
- 命运不存在
- 上帝不会做恶
- 人拥有自由意志；“人拥善恶的自由选择权”
- 灵魂不是永在的，没有来世
- 死后没有赏罚

## 与法利赛的争辩
- 在法利赛看来，倒出的水因为倾泻而不洁净。撒都该则认为不洁净没有足够的理由[3]。许多法利赛——撒都该之间的争辩在于是否洁净。一些学者认为洁净问题是祭司的特性，他们常常利用“神圣”或是“不神圣”来加强他们的权利。
- 根据犹太律法，当没有儿子的时候，女儿继承遗产；否则，儿子继承遗产。法利赛设想如果父亲死了，只剩下一个女儿的话，那么她与祖父的别的孙子一同继承遗产。撒度该认为孙女与祖父之间的关系不可能比他与自己女儿的关系更亲，因此反对这项判定[4]。这项判定体现了撒度该对父系权利的重视。
- 撒度该要求奴隶主为其奴隶所造成的损害做出赔偿。法利赛则否认这点，因为奴隶可能故意做出破坏，给奴隶主增加负担[3]。
- 法利赛认为如果证人作伪证，导致不正当的判决，虽然判决尚未执行，做伪证的也应该被行刑。撒度该则认为只有当不正当判决被错误执行后，做伪证的才应该被行刑[5]。

## 社会职能

### 宗教事务
撒都该的宗教责任包括维护耶路撒冷圣殿。他们高贵的社会地位被律法书中规定的祭司职务所加强。祭司的主要职能是在圣殿中执行献祭，这是古以色列礼拜的主要方式。这也包括了主持耶路撒冷三个朝圣节日的献祭。他们的宗教信仰与社会地位相互支持，正如同祭司在犹太社会中代表贵族一样。有一点很重要，就是撒度该党和祭司并不是完全等同。科因指出“并非所有祭司，大祭司或是贵族都是撒都该；他们中很多都是法利赛，有的则并不属于两者。”通常，撒度该被认为是撒都的后裔，他们努力保护祭司遗传和在圣殿所拥有的权威。”

### 政治
撒都该主持很多国家的正式事务。他们：
- 对内治理国家
- 对外代表国家
- 参加犹太议会，在那里常常与法利赛党产生冲突
- 征税，并接受流亡犹太人的捐助
- 武装并领导军队
- 与罗马处理关系
- 调节国内矛盾

## 传说起源
根据亚伯拉罕·盖革，撒度该犹太教得名于撒度。他是第一圣殿的大祭司，他的儿子则组成并领导教派。
然而，根据查扎力克的资料，一些研究人员认为撒度该党源自第二圣殿时期的波埃都斯派，他们的创始人，撒度与波埃都司，都是索科候的安提柯的学生。这发生在则古特时代前，撒度教派与大祭司撒度之间没有任何联系，除了名字相同之外。
不管怎样，撒度作为名字，与字根 צָדַק ṣādaq 可以显示出他们在最初的贵族社会地位。
跟进一步说，弗拉維奧·約瑟夫斯在犹太古代史中提到过波依沙时期:“... 可是，这里有一个犹达斯，一个加隆奈特，是加马拉城，带着一个撒度该人，一个法利赛人，变得十分暴躁以至于叛乱..." 翻译对此的注解是："对于我来说这个撒度该、法利赛人可能不是拉比说的那个，就是不开心，不合时宜的，不虔诚的，不信实的撒度该党；也可能这个人在此时才有了撒度该这个名字，虽然其作为派别早已长久存在了。”上述撒度两词的近似，只是在直译过程总不同，导致解释的可信。波依沙与撒度从上下文联系，暗示着他们可能是来自同一时代。

## 兩約之間
在馬加比王朝的時候，曾有兩個君主，就是亞理士多巴勒一世和亞歷山大貞尼，二人也同樣偏袒撒都該人，所以此時撒都該人得到重用，法利賽人則受逼迫。當時撒都該人算是猶太教中思想比較開放的，他們比較受希臘的享樂主義影響，不強調守律法，認為應該將希臘哲學融合於猶太教思想當中。

### 第二圣殿时期
第二圣殿时期是古以色列于耶路撒冷建立在公元前516年建立第二圣殿直至公元70年被罗马摧毁的这一时期。
在整个第二圣殿时期，耶路撒冷经历了几次统治更迭。亚历山大对地中海的征服结束了波斯对耶路撒冷的控制（公元前539年到公元前334/333年）并带进了希腊时期。在希腊时期，时期约为公元前334/333年到公元前63年，是一段传播希腊影响的时期。这包括文化扩张，包括戏剧欣赏，人体鉴赏等。在亚历山大去世的公元323年，他的将军将帝国分封割据了30年，相互之间争权夺势。托勒密在公元前301年控制了犹大（统治期为公元前301-200年），到公元前200年时塞琉西夺取了控制权。叙利亚的塞琉西安提奥卡斯·伊皮法尼斯国王通过亵渎耶路撒冷圣殿来破坏犹大的和平，强迫犹太人犯戒。著名的起义军如哈希芒的马加比人玛他提亚和他的儿子犹大·马加比。虽然马加比在公元前164年对塞琉西叛变，塞琉西的统治仍然又持续了20年。马加比（即哈希芒）统治持续直至公元前63年，罗马认为诸侯力量增长对其是个威胁，随即征服了耶路撒冷。
这开始了罗马时期，并一直延续到了公元4世纪，大大超过了第二圣殿时期。罗马人与犹太人合作最紧密的时期是希律和希律·阿古利巴一世（他的孙子）。然而，罗马逐渐将权力从分封侯那里交到了行政长官手中（如本丢·彼拉多）。在这一期间战争开始了（公元66年）。在几年的较量中，罗马攻陷耶路撒冷，摧毁了圣殿，结束了第二圣殿时期。

### 圣殿功能
在公元前516年的波斯时期，重建后的圣殿不光光是犹大祭拜的中心，它还是社会运行的中心。这是合情合理的，因为祭司在圣殿外作为行政长官拥有重要的社会地位。希腊时期的民主制弱化并将犹太教的注意力转移到了圣殿之外，在公元前第三世纪，一个文士阶级开始显现。根据沙耶·科因，新组织和“社会精英”出现。在这一期间，大祭司——他们常常将自己称为撒都该人——因腐败而臭名昭著。对于第二圣殿的合法性和撒都该统治的质疑在犹太社会自由地流传。派别分裂在马加比统治时期开始出现（见犹太派系争斗）。耶路撒冷圣殿古以色列是政治与政府领导的官方中心，但是它的权威常常被边缘群体挑战质疑。

### 圣殿被毁后
在耶路撒冷圣殿在公元70年被毁之后，撒都该只是在《塔木德》有少许提及。在卡拉派开始时，门徒安南·本·大卫被称为“撒都该人”，并宣称继承前者遗传，延续后续历史。
卡拉贤哲雅科夫·阿尔·可可撒尼提到的在1910年发现的有关于瑟夫·撒度资料，导致了新一轮对撒都该在卡拉派影响的假设。
撒都该对于灵魂有限的想法在乌列·阿科斯塔的写作中有提及，这个思想家在卡尔·古茨科的戏剧《阿姆斯特丹的撒都该》（1834）中被称为撒都该人。

## 新约
新约圣经提到了撒都该人。马太福音指出撒都该人不相信死人复活。马太福音 22:29, 31-32说:
29耶稣回答他们说：你们错了，因为不明白圣经，也不晓得神的大能。31 关于死人复活，神向你们所说的，你们没有念过么？祂说， 32 “我是亚伯拉罕的神，以撒的神，雅各的神。”神并不是死人的神，乃是活人的神。”
使徒行传也指出撒都该人与法利赛人关于复活的不同；保罗在狱中开始争战，提到控告他的人被他对复活教义的辩护激动起来(使徒行传23:8“撒都该人说没有复活，也没有天使和灵；法利赛人却样样都承认”).

## 犹太派系争斗
第二圣殿期间犹太社会的特点是派系分裂和争斗。約瑟夫斯，在古代史中，将撒都该党反对法利赛党、艾塞尼党纳入了上下文中的研究。撒都该人在不断增长的耶稣运动中可以很明显地被分辨出来，后者逐渐演化为基督教。这些组织的信仰、社会地位，经文都不同。虽然撒都该自己没有原始稿件，但他们的特性可以从同时代的作品中，如《新约》，死海古卷，及之后的《密西拿》和《塔木德》中看到。总之，在社会分层中，撒都该代表了贵族，富豪，和传统精英。

### 反艾塞尼派
被认为是与艾塞尼有关的死海古卷显示了艾塞尼与撒都该在意识形态和社会地位之间的冲突。事实上，一些学者认为艾塞尼是从撒度派中叛离出来的，也就是说，这个派系是祭司群体，即来源于撒都该。在死海古卷中，撒都该常被称为玛拿西。古卷认为撒都该（玛拿西）和法利赛（以法莲）所形成的宗教团体与艾塞尼区别很大，后者自称是真正的犹太。艾塞尼与撒都该的争辩记录在那鸿与皮舍中；“他们（玛拿西）是一帮邪恶的家伙… 他们对以色列的统治将会被推翻… 他们的妻子，孩子和婴儿都会被掠去。他们的勇士和荣誉会用刀来毁掉。”提及撒都该对以色列的统治更加坚固地证明了他们的贵族地位，相对于更加边缘化的艾塞尼派。更进一步来说，记录质疑撒都该统治的权威性，并将古以色列的倾覆和对耶路撒冷的围攻归咎于他们的不虔诚。死海古卷版撒都该则是在统治犹大国家期间与上帝背约，因此成为天谴的对象。

### 反早期基督教
在《新约》，特别是马可马太两书中，记载着耶稣运动与撒都该阶层之间的仇恨。这些辩驳主要体现在神学与社会层面上。主要的是，马可描述了撒度该如何挑战耶稣关于复活的信仰。耶稣进而为自己复活的信仰驳斥了撒度该的顽固，称“论到死人复活，神在荆棘书上向摩西所说的，你们没有念过么？他说：‘我是亚伯拉罕的神，以撒的神，雅各的神。’神不是死人的神，乃是活人的神。”文字的语气与内容表明论述是神学与社会政治方面的辩论。耶稣挑战了撒都该对于《圣经》解释的可靠性，后者是撒都该祭司权威的基础。更进一步来说，撒都该通过婚姻来讨论复活的问题，即“作为他们现实的问题：对父权婚姻的保护以保证男性继承的持续性。”更多地，马太描述的撒都该是“毒蛇的种类”，是真以色列人的堕落反例。《新约》因此将基督教定义为撒都该的对立者。

### 反法利赛派
法利赛与撒都该在历史上就是一对冤家。約瑟夫斯是有关第二圣殿时期最详尽的历史资料的作者，他在犹太战争与古代史中给出了详细的犹太派系斗争记录。在古代史中，他描述了“法利赛通过继承父辈来带给犹太人许多仪式，这并没有写在摩西律法上，正因如此撒都该反对他们，说我们应该遵守成文律法，而不是从父辈继承的传统。”撒都该反对法利赛的口传律法来强化他们的权力，并强调成文律法是神圣的唯一。
拉比们，从传统上来看是法利赛的后裔，并在密西拿犹太教中看出两派的相似于不同。《密西拿》解释说撒都该统治“也就是说，就神圣经文来讲，他们的污秽是可以从我们对他们的爱相当的。而就荷马史诗而言，因为史诗没有爱，所以不污秽手。”撒都该因此指责法利赛是传统犹太教的反对者，因为他们怀疑被希腊世界同化。从总体上来看，可知法利赛在希腊世界中代表主流犹太教，而撒都该更代表着一种贵族精英。虽然如此，《使徒行传》中的一些段落还是表明撒都该和法利赛聚集在犹太高级议会中共事。

## 脚注
1. ↑  《马可福音》12:18
2. ↑  Josephus Antiquities 13.10.6
3. 1 2  Mishnah Yadaim 4:7
4. ↑  Mishnah Yadaim 4:6
5. ↑   Mishnah Makot 1.6
6. ↑  Cohen 155
7. ↑  Wellhausen, 45
8. ↑  Abraham Geiger, Urschrift, pp. 20 &c
9. ↑  Avoth deRabbi Nathan 5:2
10. ↑  Hebrew word #6659 in Strong's
11. ↑  Newman, p. 76
12. ↑  Jewish Antiquities, Book 18 Chapter 1 §1. Translated by William Whiston
13. ↑  Cohen, 1-5, 15-16
14. ↑  Cohen, 153-154
15. ↑  Pesher on Nahumin Eshol, 40'
16. ↑  《马可福音》12:27
17. ↑  Commentary, New Oxford Annotated Bible
18. ↑  《马太福音》3:7
19. ↑   Josephus Antiquities 13.10.6
20. ↑  Mishnah Yadaim 4:6-8
21. ↑  《使徒行传》23:6

### 一手资料
- Tenney, Merrill (1998). Josephus Complete Works. City: Nelson Reference. ISBN 978-0-7852-1427-4.
- Vermes, Geza (2004). The Complete Dead Sea Scrolls in English. Harmondsworth Eng.: Penguin. ISBN 978-0-14-044952-5.
- Coogan, Michael (2007). The New Oxford Annotated Bible with the Apocrypha. City: Oxford University Press, USA. ISBN 978-0-19-528882-7.

### 二手资料
- Wellhausen, Julius (2001). The Pharisees and the Sadducees. Macon: Mercer University Press. ISBN 978-0-86554-729-2.
- Vermes, Geza (2003). Jesus in His Jewish Context. Minneapolis: Fortress Press. ISBN 978-0-8006-3623-4.
- Cohen, Shaye (2006). From the Maccabees to the Mishnah. Louisville: Westminster John Knox Press. ISBN 978-0-664-22743-2.
- Eshel, Hanan (2008). The Dead Sea Scrolls and the Hasmonean State. City: Wm. B. Eerdmans Publishing Company. ISBN 978-0-8028-6285-3.
- Newman, Hillel (2006). Proximity to Power and Jewish Sectarian Groups of the Ancient Period: a Review of Lifestyle, Values, and Halakha in the Pharisees, Sadducees, Essenes, and Qumran. Leiden: Brill. ISBN 978-90-04-14699-0.
- Stemberger, Günter (1995). Jewish Contemporaries of Jesus. Minneapolis: Fortress Press. ISBN 978-0-8006-2624-2.
- Johnson, Paul (1988). A History of the Jews. San Francisco: Perennial Library. ISBN 978-0-06-091533-9.
- Mishnah Yadayim 4:6-8, The Pharisee-Sadducee Debate